# Plac Jana Pawła II w Kaliszu
Plac Jana Pawła II (dawniej plac Zamkowy) – plac w Śródmieściu Kalisza, położony pomiędzy placem św. Józefa, a placem Jana Kilińskiego. Wychodzą z niego cztery ulice.

## Historia
Plac Jana Pawła II został wytyczony w XIX wieku. W 1960 r. z okazji obchodów 1800-lecia Kalisza stanął tutaj pomnik Adama Asnyka dłuta Jerzego Jarnuszkiewicza. W latach 70. XX wieku naprzeciwko pomnika Adama Asnyka, po drugiej stronie placu, stanęła fontanna o kształcie zaokrąglonego do środka trójkąta. W latach 80. XX wieku obok Liceum Adama Asnyka odsłonięto fragmenty zamku kaliskiego, który spłonął w wielkim pożarze w 1792 r. W 1997 r. odbyła się tu msza odprawiona przez papieża Jana Pawła II podczas jego wizyty w Kaliszu. Plac ten jest tak naprawdę częścią placu Kilińskiego, jednak po jego wizycie fragment od skrzyżowania z ulicami Babiną i Niecałą nazwano jego imieniem.

## Dane placu
Plac Jana Pawła II jest sześciokątny. Jego kształt jest przybliżony do figury symetrycznej do odwróconej litery L. Stanowi granicę między Parkiem Miejskim, a Plantami. Wychodzą z niego następujące ulice i place:
- róg północny – ulica Babina
- bok północno-wschodni – plac Jana Kilińskiego
- róg wschodni – ulica Niecała
- róg południowy – plac św. Józefa
- róg zachodni – ulica Zamkowa
- bok północno-zachodni – ulica Alfonsa Parczewskiego

## Obiekty
- pozostałości Zamku Królewskiego
- pomnik Adama Asnyka
- fontanna miejska
- Kaliskie Towarzystwo Muzyczne im. Alfreda Wiłkomirskiego, nr 7
- Państwowa Szkoła Muzyczna, nr 9